# Jacek Gmoch
Jacek Wojciech Gmoch (Pruszków, 13 de janeiro de 1939) é um ex-futebolista e treinador de futebol polaco.

## Carreira

### Treinador
Jacek Gmoch foi o treinador que convocou e comandou a Seleção Polonesa de Futebol na Copa do Mundo de 1978. Foi um técnico vitorioso no futebol grego.